# Historiographie
 (mai 2025).
Si vous disposez d'ouvrages ou d'articles de référence ou si vous connaissez des sites web de qualité traitant du thème abordé ici, merci de compléter l'article en donnant les références utiles à sa vérifiabilité et en les liant à la section « Notes et références ».
Vous pouvez aider à l'améliorer ou bien discuter des problèmes sur sa page de discussion.
- Il ne s’appuie pas, ou pas assez, sur des sources secondaires ou tertiaires. (Marqué depuis septembre 2017)
- Il adopte un point de vue régional ou culturel particulier et nécessite une internationalisation. (Marqué depuis septembre 2017)
- Il doit être recyclé. La réorganisation et la clarification du contenu sont nécessaires. (Marqué depuis avril 2018)

- Archive Wikiwix
- Bing
- Cairn
- DuckDuckGo
- E. Universalis
- Gallica
- Google
- G. Books
- G. News
- G. Scholar
- Persée
- Qwant
- (zh) Baidu
- (ru) Yandex
- (wd) trouver des œuvres sur Wikidata

L'historiographie est l'étude de l'histoire, de son traitement et de son écriture. Elle s'intéresse à l'évolution de l'information, de ses sources et des méthodes de l'historien.  
Le sujet des recherches historiques est divers : des évènements, des personnages, des lieux, des modes de vie individuels et collectifs.
Les recherches peuvent s'appuyer sur des sources multiples : écrits, récits oraux, objets (monnaie, vestiges archéologiques). Ces sources peuvent être primaires ou non. Les moyens d'amener au public cette connaissance sont tout aussi variés : livres, documentaires, films, articles de presse, sites internet. Les ouvrages issus de l'historiographie se fondent majoritairement sur des apports scientifiques mais de nombreux éléments relèvent encore de la mytho-histoire (fondation mythique de Rome, histoire des Mayas).
Par ailleurs, l'historiographie peut elle-même faire l'objet d'études historiques voire historiographiques.

## Terminologie
Le mot français « histoire » est ambigu
, 
signifiant la science historique, connaissance des faits et leur documentation
(en allemand : Historie),  
ou le récit qui met cette connaissance en forme
(en anglais : narrative history)(en allemand : Geschichte).
Le mot « historiographie » a lui-même plusieurs sens
,: 
- Art de l’Histoire (en latin : ars historica).
- Étude dans une perspective historique de la science historique, recherche autour de l'évolution des informations historiques et de leur traitement
- Études de la diffusion des connaissances historiques
- Activité de celui qui écrit l'histoire de son temps ou des époques antérieures.
- Ensemble des ouvrages traitant de l'histoire ou écrits par des historiens,

## Évolutions de la pensée historique

### Antiquité: naissance de l'histoire critique
Les premiers chroniqueurs grecs, les logographes comme chez Hécatée de Milet (dans la première moitié du VIe siècle av. J.-C.), narrent surtout des mythes de fondation.
Au Ve siècle av. J.-C., Hérodote d'Halicarnasse a la volonté de distinguer le vrai du faux,
préoccupation au cœur de ses « Enquêtes »:
le titre de celles-ci en en grec ancien, ἱστορία / historía, qui a donné le mot histoire, signifie 
« recherche, relation verbale ou écrite de ce qu’on a appris, récit »
.
Avec Thucydide, moins d'une génération plus tard, cette préoccupation se mue en esprit critique, fondé sur la confrontation de diverses sources, orales et écrites. Son Histoire de la guerre du Péloponnèse a pu être vue comme la première œuvre véritablement historique.
Au IIe siècle av. J.-C., Polybe, cherchant peut-être avec ses Pragmateia à écrire une œuvre de géographe, aborde la question de la succession des régimes politiques pour expliquer comment son monde est entré dans l'orbite romaine. Il est le premier à chercher des causes intrinsèques, plutôt que des principes externes, aux faits passés.
Lucien de Samosate rédige au IIè siècle le tout premier traité sur Comment il faut écrire l'Histoire
.
Les historiens latins, comme Tite-Live, Salluste, César, Tacite, 
combinent qualité littéraire et démarche patriotique ou politique.
Leur influence sera énorme sur les historiens des siècles suivants, à la fois comme sources historiques et comme  modèles dans la manière d'appréhender l'histoire.

### Moyen Âge: temps des chroniqueurs et hagiographes
L'histoire, dans l'Europe médiévale, est principalement constituée d'hagiographies et
de chroniques,
souvent écrites par des moines ou membres du clergé catholique,
souvent proches du pouvoir temporel.
Ces généalogies et annales sont en général assez sèches
(les annales royales sont des listes chronologiques d'événements concernant les règnes des souverains,
les annales monastiques donnent la succession des abbés).
Biographies des Saints mérovingiens ou des rois de France, et Histoires de la naissance d'une nation chrétienne
exaltent la religion et les puissants ou, au contraire, fustigent les méchants dans une perspective chrétienne.
Cette histoire inscrit les actions des hommes dans le cadre des desseins de Dieu :
ainsi, les Histoires ecclésiastiques comme l'Histoire ecclésiastique du peuple anglais de Bède le Vénérable au début du VIIIe siècle, décrivent, dans une perspective augustinienne, l'extension de l'Église catholique jusqu'aux confins de la Terre et la fin des temps.
Au XIVe siècle, Jean Froissart et les chroniqueurs s'intéressent au peuple, absent jusqu'alors de la production de cette période. L'Histoire au Moyen Âge est avant tout au service de la théologie et se construit progressivement en passant d’une transmission orale à une transmission écrite.
L’Histoire du Moyen Âge est surtout élaborée dans les monastères qui bénéficient de bibliothèques plus ou moins importantes, à travers les travaux des moines copistes.
Leur production est une Histoire universelle  : aux Annales des VIIe et VIIIe siècles ont succédé les Chroniques. Sous l’époque carolingienne, la circulation des hommes et des livres est plus facile, les évêchés et les monastères prospèrent au sein d’un Empire où règne la paix, les bibliothèques prennent de l’ampleur et la culture historique connaît un certain essor sur la base d’un fond commun de connaissances.
Aux XIe et XIIe siècles, l’Histoire connaît un épanouissement considérable. La réforme grégorienne a multiplié les écoles et donc accru la culture des clercs et des moines. Deux événements majeurs qui ont eu un impact important sur le développement de l’Histoire peuvent être cités, à savoir la « querelle des Investitures » entre le pape et l’Empereur romain germanique et les diverses croisades. Le premier révèle le poids de l’Histoire et la façon dont il pouvait être utilisé à des fins politiques ; le deuxième permit le développement d’une intense propagande historique de la part des clercs. De nombreux récits de croisades virent le jour. En effet, comme le précise bien l’auteur, les croisades ont « développé chez les Occidentaux le goût du récit historique ». Le XIIe siècle marque, à travers le travail des moines bénédictins, l’utilisation de toutes sortes de sources historiques possibles, autant écrites avec les récits et les archives qu'orales, mais c'est aussi le moment où l’écrit remplace définitivement l’oral.
Le travail des historiens médiévaux consistait dès lors en la production d’une véritable histoire savante. Pourtant, celle-ci souffre de n’être pas considérée comme une discipline à part, autonome. Elle reste toujours assujettie à la théologie afin de servir de justificatif aux Saintes Écritures. Elle doit se contenter de servir la morale, le droit et la religion. Par ailleurs, elle se contente de rapporter les faits, mais non les explications et les causes de ceux-ci. L’Histoire était encore répétitive et « routinière », selon les mots employés par Bernard Guenée dans son ouvrage majeur sur l'historiographie médiévale : Histoire et culture historique dans l'Occident médiéval, car leurs auteurs n’avaient pas à portée de main la culture historique nécessaire pour produire autre chose. En fait, selon Bernard Guenée, les historiens du Moyen Âge ont en quelque sorte été victimes de leur époque dans le sens où ils ne pouvaient pas rédiger ce qu'ils désiraient composer au vu de la pauvreté des moyens dont ils disposaient, mais aussi parce qu'ils vivaient à une période où ils étaient contraints de respecter certains principes, certaines règles établies. Se posait également le souci des faux documents produits parfois en grand nombre et le manque de relations et de contacts entre historiens de l’époque, d'où des échanges limités d'idées et d'avis personnels entre eux.
À partir du XIIIe siècle, l’Histoire sort des monastères et intéresse de plus en plus de laïques, mais ces derniers sont à la recherche de beaux récits plutôt que de récits vrais. En outre, le passage d’écoles de monastères à des écoles désormais situées dans les bourgades et les villes ont deux effets contradictoires pour l’Histoire. D’abord négatif, car il y a une perte de contact avec les archives et les grandes bibliothèques situées justement au sein de ces établissements monastiques, d’où un accès réduit aux principales sources de documentation de l’époque. Cependant, le développement des universités a eu aussi des conséquences plus positives. En effet, avec un enseignement plus poussé, des techniques de présentation des textes et une multiplication des ouvrages historiques s'est opérée à l’intérieur de ces lieux d’étude. Ainsi, des encyclopédies et des manuels sont compilés et diffusés en plus grand nombre à destination des étudiants, mais aussi des juristes et des théologiens.
Mais c’est durant les XIVe et XVe siècles que les recherches concernant la culture historique firent des progrès décisifs. Durant ces deux siècles particulièrement troublés, les guerres firent naître chez les divers peuples une certaine idée de nation et de défense de celle-ci ainsi que des valeurs qui la représentent. L’exemple de la guerre de Cent Ans est en cela significatif, car c’est à ce moment-là que les naissent les premiers sentiments nationaux français et anglais. Or, cette idée de nation s’appuie sur le passé et l’Histoire des deux royaumes respectifs. L’Histoire fut donc exploitée et étudiée plus en profondeur. Par ailleurs, c’est aussi une époque de centralisation des pouvoirs royaux. En cela, les rois et plus généralement les gouvernements justifièrent leurs droits et leurs ambitions sur des faits historiques, par la recherche dans le passé d’éléments historiques qui viendraient confirmer leur pouvoir. En fait, plus de personnes ont besoin de l’Histoire et se rendent compte de son intérêt, d’où une mise en valeur et un développement progressif de cette discipline.
C’est aussi pendant ces siècles que les premières techniques d’imprimerie apparaissent, ce qui vient révolutionner la production et surtout la diffusion des ouvrages historiques dans la société. Les livres sont accessibles plus facilement et, chose nouvelle, les historiens commencent à posséder des livres personnels chez eux. Ces derniers étaient ainsi mieux informés, mieux documentés et s’aidaient de plus des sciences auxiliaires tels l’épigraphie ou encore la numismatique. Leur travail s’intensifia et se diversifia. Ainsi, avec les prémices de la Renaissance, l’Histoire devint autonome et se fixa désormais des objectifs plus ambitieux. À partir du XVe siècle, avec le mouvement de la Réforme qui s’ajoutait à ce processus, elle ne servait plus l’Église, mais bien l’État moderne.

### De la Renaissance jusqu'auXVIIIesiècle
Les ouvrages de l'Antiquité classique avaient déjà été abondamment redécouverts pendant tout le Moyen Âge. L'invention de l'imprimerie à la charnière entre le Moyen Âge et la Renaissance a permis une plus grande diffusion des ouvrages gréco-romains durant la Renaissance auprès des humanistes. Ce courant gagne l'histoire en lui apportant un goût amplifié pour l'étude des textes anciens, grecs ou latins, mais aussi de nouveaux supports d'étude : ainsi se développe un intérêt pour les inscriptions (l'épigraphie), pour les monnaies antiques (la numismatique) ou pour les traités (la diplomatique). Ces « sciences » nouvelles de l'époque moderne contribuent à enrichir les méthodes des historiens : en 1681, Dom Mabillon indique quels sont les critères qui permettent de déterminer l'authenticité d'un acte dans le De Re diplomatica, notamment par la comparaison de sources différentes.
Cependant, les mouvements de réforme ramènent l'histoire dans le giron de l'Église, ou du moins la maintiennent dans l'idée que le déroulement des événements est dicté par une force supérieure, immanente ou non.
À l'époque, l'histoire ne se différencie pas de la géographie, ni même des sciences naturelles. Cependant, elle se divise en deux parties :
- l'histoire générale (l'histoire au sens actuel du terme),
- et l'histoire naturelle (sciences naturelles et géographie).

Ce sens large de l'histoire s'explique par l'étymologie du mot (voir Antiquité ci-dessus).
La question de l'unité du royaume que posent les guerres de religion en France, au XVIe siècle, donne lieu à des travaux d'historiens qui appartiennent au courant de « l'histoire parfaite » ; ce courant s'attache à montrer que l'unité politique et religieuse de la France moderne est inéluctable, parce que présente dès les origines gauloises (Étienne Pasquier, Recherches de la France). Le carcan de la Providence, chez Bossuet (Discours sur l’histoire universelle, 1681), tend quant à lui à dévaluer la signification de tout changement historique.
En parallèle et durant l'ensemble de la période moderne, l'histoire est un instrument du pouvoir : elle est mise au service des princes, de Machiavel jusqu'aux panégyristes de Louis XIV, parmi lesquels on compte Jean Racine.
Au XVIIIe siècle, enfin, a lieu un changement majeur : l'esprit des « Lumières » et sa philosophie d'une part, la découverte de l'altérité des autres cultures avec l'« exotisme » d'autre part, suscitent un nouvel essor de l'esprit critique. Celui-ci s'exerce principalement dans la remise en cause des préjugés culturels et de l'universalisme classique.
La tendance s'exprime chez Fénelon, qui s'intéresse aux mœurs du corps de la nation. Elle est également présente chez Voltaire dans son Histoire de l'empire de Russie sous Pierre le Grand ou encore dans Le Siècle de Louis XIV (1751). Enfin, un esprit similaire existe en Angleterre avec Edward Gibbon dans A History of the Decline and Fall of the Roman Empire, souvent abrégée en Decline and Fall (1776-1788). Mais ce dernier, qui fait de la précision un aspect majeur du travail de l'historien, indique aussi par son œuvre les limites de l'histoire de la fin du XVIIIe siècle : celle-ci, soumise à la morale, émet des jugements partisans alors que son objet reste limité.

### XIXesiècle: de l'histoire romantique à la science érudite
Le XIXe siècle est une période riche en changements, à la fois dans la manière de concevoir et d'écrire l'histoire.

#### Constitution de l'histoire comme discipline
En France, l'histoire est désormais considérée comme une discipline intellectuelle à part entière, distincte des autres genres littéraires, dès le début du siècle, alors que les historiens se professionnalisent et que sont fondées les Archives nationales françaises (1808). En 1821 est créée l'École nationale des chartes, première grande institution pour l'enseignement de l'histoire.
En Allemagne, cette évolution s'était dessinée plus tôt et l'histoire était déjà présente dans les universités de la période moderne. L'institutionnalisation de la discipline y donne lieu à la mise en œuvre de vastes chantiers ayant pour but de réunir et de transcrire systématiquement les sources. Le plus connu d'entre eux est sans doute celui des Monumenta Germaniae Historica, lancé en 1819.
L'histoire y gagne une dimension d'érudition, encore d'actualité. Par la suite, la discipline puise dans cette érudition et dans son nouveau cadre institutionnel sa prétention à rivaliser avec les sciences, surtout lorsque ces dernières connaissent leur grand essor à la fin du siècle.
Participant aux MGH et à la réunion des inscriptions latines en un Corpus Inscriptionum Latinarum, l'historien allemand Theodor Mommsen, est celui qui contribue par excellence à donner à l'érudition des bases critiques, notamment dans sa Römische Geschichte (1863-1872).
En France, dès les années 1860, l'historien Fustel de Coulanges écrit « l’histoire n’est pas un art ; elle est une science pure, comme la physique ou la géologie » (Préface de La monarchie franque, 1888).
À la fin du XIXe siècle, l'histoire est devenue une « science sociale » en ce qu'elle se présente comme une discipline scientifique ancrée dans la société.

#### Influences politiques et idéologiques
Pourtant, l'histoire demeure partie prenante des débats de son temps : elle est alors influencée par les grandes idéologies, comme le libéralisme avec Alexis de Tocqueville et François Guizot.
Elle est surtout influencée par le nationalisme, voire le racisme : avec la guerre de 1870, Fustel de Coulanges et Theodor Mommsen se déchirent, transposant dans le débat historique l'idéologie de leur nation.
Chaque historien tend alors à mettre en valeur les qualités (le « génie ») de son peuple dans ses écrits : la période est celle de la fondation des grandes « histoires nationales ».
En France, les historiens « romantiques » – parmi lesquels il faut citer Augustin Thierry (1795-1856) et Jules Michelet (1798-1874) – dressent une histoire où la qualité de la réflexion et l'exploitation critique des sources tranchent avec les productions précédentes. Mais l'histoire, si elle devient de plus en plus une science, n'en demeure pas moins un art, le style flamboyant de Michelet l'exalte au plus haut point.
Ces progrès méthodologiques ne les empêchent pas, pour autant, d'être partisans en voulant contribuer au triomphe des idées politiques de leur temps : A. Thierry exprime ainsi les motivations qui l'ont conduit à devenir historien : « En 1817, préoccupé d'un vif désir de contribuer pour ma part au triomphe des opinions constitutionnelles, je me mis à chercher dans les livres d'histoire des preuves et des arguments à l'appui de mes croyances politiques. […] Sans cesser de subordonner les faits à l'usage que j'en voulais faire, je les observais avec curiosité, même lorsqu'ils ne prouvaient rien pour la cause que j'espérais servir […] » (préface aux Lettres sur l'histoire de France).
Jules Michelet, par sa lecture de la Révolution française (Histoire de la révolution française, 1847-1853), contribue également à la définition de la nation française contre la dictature des Bonaparte, puis contre le démembrement de la France après la défaite de Sedan, survenue peu avant sa mort. Toutefois, son interprétation de l'articulation entre les périodes de l'histoire, comme l'an mille et la césure entre le Moyen Âge et la Renaissance, est aujourd'hui assez largement remise en cause par les historiens contemporains.
Avec la IIIe République, enfin, c'est l'histoire enseignée qui devient un outil de propagande au service de la formation des citoyens. Cette exploitation est appelée à se poursuivre au XXe siècle.
Ernest Lavisse (1842-1922), par exemple, introduisait ainsi l'entreprise coloniale française en Algérie dans son Histoire de France, cours élémentaire (1913) : « En l’année 1830, le roi Charles X envoya des vaisseaux attaquer la ville d’Alger, parce que les Algériens faisaient beaucoup de tort à notre commerce en arrêtant et pillant nos navires. La ville fut prise. Ensuite il fallut conquérir l’Algérie ».

#### Apport de Marx et Engels
La conception matérialiste de l'histoire apparaît pour la première fois sous la plume de Karl Marx et de Friedrich Engels dans l'Idéologie allemande (1845-1846). Mais cette conception ne sera rendue publique qu'avec la parution du Manifeste du parti communiste en 1847.
La conception matérialiste de l'histoire, autrement appelée matérialisme historique, aura une influence décisive sur l'histoire en tant que science, et donnera naissance à toute une école. En particulier, Marx a fortement contribué à l'abandon des conceptions théologiques, idéalistes ou philosophiques de l'histoire (notamment celle de Hegel), et a encouragé l'étude de l'économie et de la sociologie pour comprendre l'histoire (mais pas seulement : Marx explique dans l'Idéologie allemande qu'il faut tenir compte de tous les facteurs matériels pouvant influencer les hommes : facteurs géographiques, hydrographiques, techniques, humains… La conscience, issue de facteurs matériels plus profonds, doit également être considérée comme un facteur matériel, décisif en de nombreuses occasions).
Cependant, les historiens non-marxistes n'ont pas suivi Marx sur certains points : tout d'abord, la plupart n'acceptent pas de faire des pronostics en histoire, reconnaissant par là une séparation de l'histoire d'avec la politique (Marx lie au contraire les deux), ensuite ils récusent souvent l'articulation logique de la théorie, reprochant à Marx de donner trop d'importance à l'économie, enfin ils n'approuvent pas nécessairement que l'histoire ait un sens, et en particulier un sens révolutionnaire et communiste.

### XXesiècle: de l'histoire «scientifique» à l'histoire «éclatée»
Au début du XXe siècle, l'histoire a acquis une dimension scientifique incontestée.

#### Histoire «positiviste» ou événementielle
Installée dans le monde de l'enseignement, érudite, la discipline est influencée par une version appauvrie du positivisme d'Auguste Comte. Prétendant à l'objectivité, l'histoire a resserré les limites de son objet : le fait ou l'événement isolé, replacé au centre du travail de l'historien, est alors considéré comme la seule référence répondant correctement à l'impératif d'objectivité.
Aussi, cette « histoire événementielle » se borne à établir des relations de causalité, substituant ainsi un discours qui se veut scientifique à la rhétorique.
Sa principale transformation vient alors d'apports extérieurs : le marxisme, d'abord, introduit l'économie dans les préoccupations de l'historien. Ensuite, les bouleversements politiques, techniques, économiques ou sociaux que connaît le monde, sans oublier les conflits mondiaux, viennent inexorablement perturber le champ de l'histoire.
C'est en se dégageant du positivisme qui l'a un temps marquée que la discipline se renouvelle réellement. De nouvelles sciences « auxiliaires » apparaissent ou se développent considérablement : l'archéologie, la démographie, la sociologie et l'anthropologie, dont le structuralisme l'influence.

#### École desAnnales
En France, naît au tournant des années 1930 un courant de pensée, appelé école des Annales parce qu'il s'était constitué autour d'une revue portant le nom d'Annales d’histoire économique et sociale, qui agrandit le champ de la discipline, sollicite les autres sciences, en particulier la sociologie, et plus généralement transforme l'histoire en éloignant son objet du cadre événementiel et en l'inscrivant dans la longue durée.
L'histoire des Annales est d'abord l'histoire économique et sociale : la revue périodique est fondée par Lucien Febvre et par Marc Bloch en 1929. Après la parenthèse tragique de la guerre, elle trouve en Fernand Braudel, désormais aux côtés de L. Febvre le continuateur de l'œuvre des années 1930. Ce dernier, en effet, « introduit les sciences sociales en histoire » : il recourt pour la première fois à la géographie, à l'économie politique et à la sociologie pour élaborer sa thèse de l'« économie-monde ».
Le rôle du témoignage historique change : il demeure au cœur des préoccupations de l'historien, mais il n'est plus l'objet. Désormais, il est considéré comme un outil pour inventer l'histoire, outil qui peut être pris dans n'importe quel domaine de la Connaissance.
La vision du Moyen Âge, notamment, change complètement à la suite d'une relecture critique des sources qui fait la part belle à ce qu'elles ne mentionnent pas (Georges Duby). La new economic history d'outre-Atlantique relève du même type de démarche, mais avec un accent important mis sur les techniques quantitatives.
Privilégiant la « longue durée » au temps court de l'« histoire événementielle » dans le sillage des Annales, plusieurs historiens proposent jusqu'à aujourd'hui de repenser le champ de l'histoire dans le sillage de la revue : parmi eux, on peut citer Emmanuel Le Roy Ladurie ou Pierre Goubert.

#### Historiographie après la Seconde Guerre mondiale
Il y a un prolongement des Annales avec une grande importance de l'histoire économique basée sur des méthodes quantitatives. On[Qui ?] note également un âge d'or de la démographie historique avec l'étude des registres paroissiaux.
À cette époque, on[Qui ?] note l'apparition de la prosopographie, qui consiste à faire des catalogues de personnes selon un critère. Cela a permis le développement de l'histoire sociale à cette période.
L’école des Annales a eu une grande importance, notamment par la diffusion de sa méthode à travers l’Europe, touchant même les États-Unis. Dès les années 1950, c’est Fernand Braudel qui se retrouve à la tête de cette école. La méthode des Annales françaises a dans un premier temps influencé l’historiographie polonaise. En effet, c'est à cette période que l’historiographie polonaise s’est développée avec la création de l’Académie polonaise des sciences qui est à l’origine de l’amélioration de revues historiques comme la revue Kwartalnik Historyczny (en) (revue trimestrielle d'histoire).
Les Annales inspirent également les méthodes historiographiques britanniques. Ces méthodes ont été diffusées jusqu'aux États-Unis, notamment par l’intermédiaire d’historiens anglais comme Lawrence Stone (en) ; les Annales sont donc connues outre-Atlantique.

#### «Nouvelle histoire»
La dénomination « nouvelle histoire », rendue populaire en 1973 à travers la publication par Pierre Nora et par Jacques Le Goff de Faire de l'Histoire, désigne le courant historiographique qui anime la troisième génération des Annales. La nouvelle histoire est avant tout l'« histoire des mentalités » : il s'agit d'établir une histoire sérielle des mentalités, c'est-à-dire des représentations collectives et des structures mentales des sociétés. Avec elle, le champ de l'histoire s'élargit encore et la discipline s'intéresse davantage aux phénomènes de longue durée.

#### Histoire «éclatée» ou pluridisciplinaire
L'histoire est aujourd'hui plus que jamais plurielle, s'étant scindée en plusieurs branches ou spécialités ; elle est aussi « éclatée » en ce sens que certaines de ses branches ne communiquent pas entre elles, voire n'ont plus ni sujet ni objet commun.
Ainsi, l'histoire comprend aujourd'hui la microhistoire, qui s'intéresse à la spécificité des phénomènes sociaux, l'histoire du temps présent, créée il y a une vingtaine d'années et qui s'intéresse aux grandes ruptures de notre époque, et de nombreuses histoires transversales comme l'histoire des femmes et du genre, l'histoire de la sensibilité, ou encore l'histoire de l'entreprise. Depuis deux ou trois décennies, avec des décalages selon les périodes, l'histoire culturelle enregistre une nette montée en puissance.
Et encore, très récemment, de nouveaux outils influencent déjà, à leur tour, le débat historique : ce sont, pour ne citer qu'eux, la climatologie et la génétique.

#### Renouveau de l'historiographie médiévale
La vision du Moyen Âge a profondément changé chez les historiens au cours du XXe siècle. D'une vision d'un âge sombre, les historiens passent à la vision d'une alternance entre périodes de difficultés et périodes de renouveau, et évoquent parfois des renaissances médiévales. Déjà amorcé au XIXe siècle par Jean-Jacques Ampère, ce bouleversement est confirmé en 1927 par le médiéviste américain Charles H. Haskins, qui identifie une Renaissance au XIIe siècle, catalysée par de nombreuses traductions d'ouvrages scientifiques et philosophiques grecs et arabes. Ce mouvement est aujourd'hui définitivement accepté par la communauté des médiévistes.
Le Moyen Âge est d'abord étudié sous l'aspect économique et social par l'École des Annales. Puis il est étudié sous l'aspect des mentalités et des représentations, par exemple par Georges Duby. Enfin, il est aujourd'hui étudié plus globalement sous l'aspect culturel.

## Place de l'histoire face aux sciences humaines
L'histoire est une science humaine, de même que la sociologie, la psychologie, l'économie… sa vocation est de comprendre la place de l'Homme dans sa société. Les rapports que vont entretenir ces différents mouvements peuvent aller du conflit à la coopération. Le but est ici d'expliquer la relation de l'histoire aux autres sciences humaines.
C'est à la fin du XIXe siècle que la sociologie, sous l'impulsion de Émile Durkheim, Gabriel Tarde et René Worms se développe en France. Mais en sociologie, on retiendra surtout l'apparition de l'école durkheimienne dans cette période. Celui-ci définit la méthodologie de la sociologie dans Les Règles de la méthode sociologique en 1895 et l'applique à sa recherche sur Le Suicide en 1897. En 1898, Durkheim organise la sociologie autour de la revue L'Année sociologique en s'entourant de sociologues comme Maurice Halbwachs, Marcel Mauss, François Simiand, Paul Fauconnet ou Célestin Bouglé.
La nouvelle discipline doit imposer ses règles, s'institutionnaliser et surtout, trouver sa place face à la prédominance de la matière historique. Celle-ci est alors solidement installée par l'École méthodique qui, reprenant le modèle allemand, s'était formée en 1870 à la suite de la défaite française contre l'Allemagne. Le Débat va alors commencer entre 1895 et 1905 entre les deux matières. Durkheim a en effet tendance à considérer l'histoire comme une simple technique de collecte des faits au service de la sociologie, la sociologie étant la seule pouvant généraliser et comprendre la logique des évènements. Ainsi les historiens méthodistes Charles-Victor Langlois et Charles Seignobos vont s'opposer à l'école durkheimienne, proposant une répartition des tâches qui reste actuellement ancrée dans les mentalités : l'histoire s'occupera du passé, la sociologie du présent.
Pourtant cette rupture du temps va s'effriter sous l'impulsion de plusieurs historiens. Ainsi Henri Berr, fondateur de la Revue de synthèse historique tente dès 1900 le rapprochement sociologique à la démarche historique. Le plus célèbre « rassembleur » est sans conteste le célèbre historien Fernand Braudel qui, prenant les rênes de l'école des Annales dans la lignée directe de Lucien Febvre et de Marc Bloch, ne cessera d'appeler la réunification des sciences humaines à l'histoire. « L’Histoire que j’invoque est une histoire neuve capable pour se renouveler et s’achever de mettre à sac les richesses des autres sciences sociales ses voisines » (revue L’Histoire) ; géographie, ethnologie, la statistique, l’économie, le droit et la sociologie qu’il jugera « Plus scientifiques que l’Histoire, mieux articulées […] Nos méthodes ne sont pas les leurs, mais nos problèmes, oui bien » (revue L’Histoire). Braudel restera d’ailleurs toujours en contact avec des collègues comme le sociologue Georges Gurvitch, le démographe Sauvy, l’ethnologue Lévi-Strauss… On peut d’ailleurs retrouver certaines ressemblances.
L’histoire palliée n’est pas sans rappeler la vision de Gurvitch qui distinguait plusieurs formes de temps, lorsque Lévi-Strauss distingue l’histoire comme s’intéressant aux faits conscients et l’ethnologie comme s’intéressant aux faits inconscients, Braudel affirme que l’école des Annales s’intéresse aux deux, et enfin Braudel n’hésite pas à appeler les historiens à suivre les modèles qu’Alfred Sauvy réalisa, modèles mathématiques, chargés d’analyser la population.
Existe-t-il une hiérarchie dans les sciences sociales ?[style à revoir] L’histoire est au carrefour. Existe-t-il des sciences auxiliaires ?[style à revoir] Braudel répond : « dans mon esprit, toutes les sciences de l’homme, sans exception, sont auxiliaires, tour à tour, les unes des autres ».